# Ђуниски вис
Ђуниски вис је брдо које се налази у источној Србији, са леве стране Јужне Мораве, између села Витковац и Ђунис, по којем је и добило име. Највиши врх је Велики вис, са надморском висином од 413 m. Припада групи Родопских планина.